# رانتشو سان دييغو (كاليفورنيا)
رانتشو سان دييغو (بالإنجليزية: Rancho San Diego CDP, California)‏ هي منطقة سكنية تقع بولاية كاليفورنيا في الولايات المتحدة. تبلغ مساحتها 22.536 كم2، وترتفع عن سطح البحر 110 م، بلغ عدد سكانها 21,208 نسمة في عام 2010 حسب إحصاء مكتب تعداد الولايات المتحدة وتصل الكثافة السكانية فيها 941.1 نسمة لكل كيلومتر مربع (2,437.4/ميل2).

## التركيبة السكانية
حدّد مكتب تعداد الولايات المتحدة بيانات التركيبة السكانية لرانتشو سان دييغو في تعداد الولايات المتحدة. في ما يلي، التركيبة السكانية حسب تعدادي 2000 و2010.

### تعداد عام 2000
بلغ عدد سكان رانتشو سان دييغو 20,155 نسمة بحسب تعداد عام 2000، وبلغ عدد الأسر 7,083 أسرة وعدد العائلات 5,588 عائلة مقيمة في المنطقة السكنية. في حين سجلت الكثافة السكانية 894.3 نسمة لكل كيلومتر مربع (2,316.2/ميل2). وبلغ عدد الوحدات السكنية 7,231 وحدة بمتوسط كثافة قدره 320.9 لكل كيلومتر مربع (831.1/ميل2).
وتوزع التركيب العرقي للمنطقة السكنية بنسبة 83.64% من البيض و3.25% من الأمريكيين الأفارقة و0.56% من الأمريكيين الأصليين و4.16% من الأمريكيين ذوي الأصول الآسيوية و0.28% من سكان جزر المحيط الهادئ و3.29% من الأعراق الأخرى و4.83% من عرقين مختلطين أو أكثر و10.80% من الهسبانيون أو اللاتينيون من أي عرق.
بلغ عدد الأسر 7,083 أسرة كانت نسبة 43.2% منها لديها أطفال تحت سن الثامنة عشر تعيش معهم، وبلغت نسبة الأزواج القاطنين مع بعضهم البعض 64.9% من أصل المجموع الكلي للأسر، ونسبة 10.4% من الأسر كان لديها معيلات من الإناث دون وجود شريك،  بينما كانت نسبة 3.5% من الأسر لديها معيلون من الذكور دون وجود شريكة وكانت نسبة 21.1% من غير العائلات. تألفت نسبة 15.8% من أصل جميع الأسر من عدة أفراد يعيشون في نفس المنزل ونسبة 3.8% كانت تتألف من شخص يعيش بمفرده يبلغ من العمر 65 عاماً أو أكثر. وبلغ متوسط حجم الأسرة المعيشية 2.84، أما متوسط حجم العائلات فبلغ 3.19.
بلغ العمر الوسطي للسكان 36.6 عاماً. وكانت نسبة 27.3% من القاطنين تحت سن الثامنة عشر، وكانت نسبة 8.7% بين الثامنة عشر والرابعة والعشرين عاماً، ونسبة 29.3% كانت واقعةً في الفئة العمرية ما بين الخامسة والعشرين والرابعة والأربعين عاماً، ونسبة 26.4% كانت ما بين الخامسة والأربعين والرابعة والستين، ونسبة 8.2% كانت ضمن فئة الخامسة والستين عاماً فما فوق. يوجد لكل 100 أنثى 95.9 ذكر، ويوجد لكل 100 أنثى في الثامنة عشر من عمرها فما فوق 92.8 ذكر.
بلغ متوسط دخل الأسرة في المنطقة السكنية 68,185 دولارًا، أما متوسط دخل العائلة فبلغ 75,919 دولارًا. وكان متوسط دخل الذكور 48,995 دولارًا مقابل 36,093 دولارًا للإناث. وسجل دخل الفرد الخاص بالمنطقة السكنية 29,834 دولارًا. وكانت نسبة 3.6% من العائلات ونسبة 4.6% من السكان تحت خط الفقر، وكان من هؤلاء نسبة 5.5% تحت سن الثامنة عشر ونسبة 5.1% في الخامسة والستين من العمر وما فوق.

### تعداد عام 2010
بلغ عدد سكان رانتشو سان دييغو 21,208 نسمة بحسب تعداد عام 2010، وبلغ عدد الأسر 7,830 أسرة وعدد العائلات 5,769 عائلة مقيمة في المنطقة السكنية. في حين سجلت الكثافة السكانية 941.1 نسمة لكل كيلومتر مربع (2,437.4/ميل2). وبلغ عدد الوحدات السكنية 8,152 وحدة بمتوسط كثافة قدره 361.7 لكل كيلومتر مربع (936.8/ميل2).
وتوزع التركيب العرقي للمنطقة السكنية بنسبة 82.68% من البيض و3.85% من الأمريكيين الأفارقة و0.50% من الأمريكيين الأصليين و4.43% من الأمريكيين ذوي الأصول الآسيوية و0.26% من سكان جزر المحيط الهادئ و3.48% من الأعراق الأخرى و4.79% من عرقين مختلطين أو أكثر و14.70% من الهسبانيون أو اللاتينيون من أي عرق.
بلغ عدد الأسر 7,830 أسرة كانت نسبة 34% منها لديها أطفال تحت سن الثامنة عشر تعيش معهم، وبلغت نسبة الأزواج القاطنين مع بعضهم البعض 58.8% من أصل المجموع الكلي للأسر، ونسبة 10.7% من الأسر كان لديها معيلات من الإناث دون وجود شريك،  بينما كانت نسبة 4.2% من الأسر لديها معيلون من الذكور دون وجود شريكة وكانت نسبة 26.3% من غير العائلات. تألفت نسبة 21.1% من أصل جميع الأسر من عدة أفراد يعيشون في نفس المنزل ونسبة 9.1% كانت تتألف من شخص يعيش بمفرده يبلغ من العمر 65 عاماً أو أكثر. وبلغ متوسط حجم الأسرة المعيشية 2.70، أما متوسط حجم العائلات فبلغ 3.16.
بلغ العمر الوسطي للسكان 41.2 عاماً. وكانت نسبة 22.1% من القاطنين تحت سن الثامنة عشر، وكانت نسبة 10% بين الثامنة عشر والرابعة والعشرين عاماً، ونسبة 22.9% كانت واقعةً في الفئة العمرية ما بين الخامسة والعشرين والرابعة والأربعين عاماً، ونسبة 31.5% كانت ما بين الخامسة والأربعين والرابعة والستين، ونسبة 13.4% كانت ضمن فئة الخامسة والستين عاماً فما فوق. وتوزع التركيب الجنسي للسكان بنسبة 48.5% ذكور و51.5% إناث.